# Joyland
Joyland es una novela políciaca y de misterio escrita por el estadounidense Stephen King, publicada originalmente en edición de bolsillo el 4 de junio de 2013 por Hard Case Crime, siendo el segundo libro de King para esta imprenta (el primero fue Colorado Kid, en 2005). La portada es obra de Robert McGinnis y Glen Orbik. Una edición en formato de libro electrónico será publicada más tarde.

## Información de fondo
La novela fue mencionada por primera vez, de pasada, en una entrevista con Stephen King conducida por Neil Gaiman para The Sunday Times, publicada el 8 de abril de 2012. El 30 de mayo de 2012, la novela fue oficialmente anunciada. La ilustración de portada de la misma fue publicada el 20 de septiembre de 2012 por Entertainment Weekly.

## Argumento
La historia es narrada por Devin Jones, un hombre ya anciano, que narra sus experiencias del verano de 1973, como feriante en un parque de diversiones llamado Joyland, ubicado en el pueblo costero de Heaven's Bay, Carolina del Norte. En aquel entonces era un estudiante universitario de 21 años, en el que en este trabajo que comenzó siendo un simple trabajo de verano, lo verá envuelto en una serie de situaciones, en el que se incluirá la historia de un fantasma en la ''casa de los horrores'', un niño discapacitado que tiene visiones proféticas, las evidencias de un enigmático asesino en serie, y sus relaciones tanto por los empleados del parque como por la madre del niño ya mencionado.
Charles Ardai, editor de Hard Case Crime, realizó una reseña del libro, en donde describe:''Joyland es un libro impresionante, bello, desgarrador. Tiene misterio, tiene atracciones, es una historia sobre madurar y hacerse mayor, y sobre aquellos que no pueden hacer ninguna de las dos cosas porque la muerte viene a por ellos antes de hora. Hasta los lectores más insensibles se emocionarán''.

## Personajes
- Devin Jones: Es el protagonista de la historia. Es un estudiante universitario de 21 años, que aspira a ser escritor para el The New Yorker, y que en el verano de 1973, decide trabajar como feriante en Joyland. En él, se desempeña principalmente en disfrazarse de perro, el cual es la mascota del parque, aunque también se dedica a otras labores, como el uso de las atracciones, y al aseo del parque. Durante la historia, se ve que Jones sufre de pensamientos suicidas, debido a la muerte de su madre hace 4 años, y al posterior desenlace de su relación con Wendy, su prometida. Posteriormente iniciará una breve relación amorosa con Annie.
- Tom: Amigo de Devin y compañero de trabajo, quién se dedica a diversas labores dentro del parque de diversiones, más en divertirse con Devin y Erin en sus tiempos libres, en donde destaca su actitud de bromista. Tom es la única persona que afirma haber visto el fantasma de Linda Gray en la Casa de los Horrores, y que cuyo trauma lo marcó de sus vidas. Posteriormente, deja su empleo en el parque, y jura no volver a hablar del tema.
- Erin: Es la amiga de Devin y de Tom, quién destaca por su larga cabellera pelirroja, motivo por el cual se dedica como promotora en Joyland, quién con un vestido verde, se encarga de tomar fotos de recuerdo a los visitantes del parque. También colabora con Devin en el caso de Linda Gray, en la que se encarga de recopilar las fotos y documento del caso.
- Lane Hardy: Es el instructor de Devin, a quién le enseña a manejar las atracciones, y al funcionamiento del parque en general. Se le describe como un hombre delgado, con un extraño sombrero de champiñón, y que mantiene una extraña personalidad, que se irá desentrañando a lo largo de la historia.
- Annie Ross: Es la madre de Mike, a quién lo sobreprotege debido a su delicada condición física, pero que también evita de que el niño realice ciertas actividades normales para su edad. Vive cerca de Joyland, en una antigua mansión verde con vista al mar, la cual fue adquirida por su padre, un reconocido televangelista conservador de Carolina del Norte. Annie es una mujer rubia y joven, quién en su juventud era conocida por su talentosa habilidad de tiro y una actitud rebelde, lo que provocó una inestable relación con su padre, pero que aquella rebeldía le pasaría la cuenta a Annie, cuando queda embarazada por uno de los jóvenes con quién mantenía relaciones, y que jamás reconoció a su hijo, por lo que tuvo que cuidar a Mike sola, y adquiriendo una postura más conservadora y de temor ante el mundo que lo rodea. Al principio tendrá una mala relación con Devin Jones, a quién muestra una desconfianza que se irá reduciendo con el avance de la historia.
- Mike Ross: Es un niño de 10 años, que padece una enfermedad que lo mantiene en una silla de ruedas y problemas cardiorrespiratorios, razón por la que su madre lo sobreprotege mucho. Sin embargo, Mike posee la habilidad de tener visiones proféticas, mediante una especie de ''resplandor'', que le muestra lo que sucederá en un futuro no muy lejano. Al avanzar la historia, iniciará una relación amistosa con Devin, a quién lo verá como una forma de conocer el mundo real y realizar cosas, a pesar de todas sus dificultades.
- Easterbrooks: es un anciano, quién es el dueño de Joyland. Aparece ante los nuevos empleados del parque, en donde les da un discurso, en el que Devin lo considera como el más potente y bello que ha escuchado en su vida. Es un personaje poco frecuente, y posteriormente Devin relata de que fallece, mientras estaba de vacaciones.
- Eddie Parks: Es un hombre maduro, que lleva años en el cuidado y reparo de las atracciones de Joyland. Destaca por ser una persona muy violenta, que constantemente maltrata verbalmente a Devin y a los otros colegas en el trabajo, y que por lo general mantiene una conducta amargada e introvertida. Destaca físicamente por tener una enfermedad cutánea en las manos, en donde la piel se le reseca y se infecta, por lo que usa guantes de cuero para evitar mostrarselas al resto. Durante la historia, Parks sufre un ataque cardíaco mientras discutía con Jones, pero este último lo salva, por lo que termina siendo hospitalizado.
- Madame Fortuna: Es una anciana malhumorada de ascendencia rumana, quién trabajaba como ''psíquica'' en Joyland, la cual es objeto de constantemente cuestionada por sus habilidades, en la que algunos la consideran un fraude. Es quién le predice a Devin sobre su implicancia en el caso de Linda Grey, más el hecho de que Tom iba a ver el fantasma de aquella mujer.
- Wendy: Es una estudiante universitaria, quién fue la novia de Devin al comienzo de la historia, pero tras el distanciamiento entre ambos, más los problemas emocionales que tenía Devin, provocó que terminara la relación, aunque de manera formal y sin conflictos.
- Linda Grey: Es una mujer fallecida, que se convierte en el centro de la trama de la historia. En vida fue una mujer que acompañado de su pareja, fue a Joyland a divertirse, pero luego de ingresar a la ''Casa de los Horrores'', muere degollada por su pareja en medio del trayecto de la atracción, y que cuyo caso, jamás se ha podido resolver. Debido a ello, se originan los rumores de su presencia fantasmal en aquella atracción, en la que Tom se convierte en el único individuo que logra verla. Su caso, será investigado por Devin, junto con la colaboración inicial de Erin y Tom, y posteriormente por Mike.